# Академическая гребля на летних Олимпийских играх 2024 — четвёрки парные (женщины)
Соревнования женщин в гребле в четвёрках парных на летних Олимпийских играх 2024 года прошли с 27 по 31 июля 2024 года на Национальном олимпийском водном стадионе региона Иль-де-Франс в пригороде Парижа Вер-сюр-Марн.

## Формат соревнований
Класс четвёрок парных относится к парным классам академической гребли, когда гребец использует два весла, по одному с каждой стороны лодки, в отличие от распашной гребли, в которой каждый гребец работает одним веслом и гребет только с одной стороны. Олимпийские соревнования проводятся в несколько раундов. Первые две лодки из каждого заезда выходят в финал А, остальные проходят в утешительные заезды. Утешительный заезд – это раунд, который дает гребцам второй шанс пройти в полуфинал. Две лучшие лодки из утешительного заезда проходят в финал А, остальные в финал В.
Финалы являются заключительным этапом, определяющим итоговые места. В финале А разыгрываются медали, а также места с 4 до 6-го, в финале B определяются места с 7-го по 9-е.

## Расписание
Соревнования продолжались в течение пяти дней. Указанное время ниже время – это время начала сессии; в течение сессии могут проводиться заезды в нескольких классах судов по академической гребли.
Время начала соревнований указано местное (UTC+2)
| Дата                     | Время | Раунд               |
| ------------------------ | ----- | ------------------- |
| Суббота 27 июля 2024     | 12:50 | Заезды              |
| Понедельник 29 июля 2024 | 11:30 | Утешительные заезды |
| Среда 31 июля 2024       | 12:14 | Финал B             |
| Среда 31 июля 2024       | 12:38 | Финал A             |

## Призёры
| Золото                                                                         | Серебро                                                                  | Бронза                                                                 |
| Великобритания · Лорен Генри · Ханна Скотт · Лола Андерсон · Джорджина Брэйшоу | Нидерланды · Рос де Йонг · Тесса Дюллеманс · Лайла Юссифу · Бенте Паулис | Германия · Пия Грайтен · Леони Менцель · Марен Фёльц · Табеа Шендекель |

## Составы команд
| Номер | Спортсмены                                                                     | Страна         |
| ----- | ------------------------------------------------------------------------------ | -------------- |
| 1     | Ровена Мередит Кейтлин Кронин Риа Томпсон Лори Гурли                           | Австралия      |
| 2     | Лорен Генри Ханна Скотт Лола Андерсон Джорджина Брэйшоу                        | Великобритания |
| 3     | Пия Грайтен Леони Менцель Марен Фёльц Табеа Шендекель                          | Германия       |
| 4     | Чэнь Юнься Чжан Лин Люй Ян Цуй Сяотун                                          | Китай          |
| 5     | Рос де Йонг Тесса Дюллеманс Лайла Юссифу Бенте Паулис                          | Нидерланды     |
| 6     | Эмануэла-Иоана Чотэу Иоана Мадалина Морошан Александра Унгуряну Патричия Чирес | Румыния        |
| 7     | Грейс Джойс Эмили Дельман Тил Коэн Лорин О’Коннор                              | США            |
| 8     | Наталия Довгодько Катерина Дудченко Дарья Верхогляд Анастасия Коженкова        | Украина        |
| 9     | Фабьян Швайцер Лиза Лётшер Паскаль Валькер Селия Дюрпе                         | Швейцария      |

## Результаты

### Заезды
Две лучших лодки из каждого заезда выходят в финал А, остальные проходят в утешительный заезд

#### Заезд 1
| Место | Дорожка | Страна     | Время   | Примечание |
| ----- | ------- | ---------- | ------- | ---------- |
| 1     | 1       | Нидерланды | 6:17.12 | FA         |
| 2     | 5       | Украина    | 6:20.09 | FA         |
| 3     | 2       | Китай      | 6:22.29 | R          |
| 4     | 3       | Румыния    | 6:24.74 | R          |
| 5     | 4       | Австралия  | 6:25.88 | R          |

#### Заезд 2
| Место | Дорожка | Страна         | Время   | Примечание |
| ----- | ------- | -------------- | ------- | ---------- |
| 1     | 4       | Великобритания | 6:13.35 | FA         |
| 2     | 3       | Германия       | 6:15.28 | FA         |
| 3     | 2       | Швейцария      | 6:16.91 | R          |
| 4     | 1       | США            | 6:27.35 | R          |

### Утешительный заезд
Две лучшие лодки проходят в финал А, остальные в финал В.
| Место | Дорожка | Страна    | Время   | Примечание |
| ----- | ------- | --------- | ------- | ---------- |
| 1     | 3       | Швейцария | 6:26.82 | FA         |
| 2     | 2       | Китай     | 6:28.72 | FA         |
| 3     | 5       | Австралия | 6:32.65 | FB         |
| 4     | 4       | Румыния   | 6:33.84 | FB         |
| 5     | 1       | США       | 6:34.04 | FB         |

### Финалы

#### Финал B
| Место | Дорожка | Страна    | Время   |
| ----- | ------- | --------- | ------- |
| 7     | 1       | Румыния   | 6:29.64 |
| 8     | 2       | Австралия | 6:30.85 |
| 9     | 3       | США       | 6:31.71 |

#### Финал A
| Место | Дорожка | Страна         | Время   |
| ----- | ------- | -------------- | ------- |
| 1     | 4       | Великобритания | 6:16.31 |
| 2     | 3       | Нидерланды     | 6:16.46 |
| 3     | 5       | Германия       | 6:19.70 |
| 4     | 6       | Швейцария      | 6:20.12 |
| 5     | 2       | Украина        | 6:23.05 |
| 6     | 1       | Китай          | 6:27.08 |